# Paul Bisengimana
Paul Bisengimana est un homme politique rwandais, né vers 1945 à Gikoro, une commune  située dans la Préfecture de Kigali-Rural, au centre du Rwanda.
Paul Bisengimana a été bourgmestre (maire) de la commune de Gikoro. C’est en cette qualité qu’il a participé au Génocide de 1994. Selon l’acte d’accusation du Tribunal pénal international pour le Rwanda, Paul Bisengimana aurait participé à l’élaboration et à l’exécution  d’un plan visant à exterminer les tutsis au niveau de sa commune.
Ayant fui le Rwanda en 1994, il a été arrêté au Mali en  décembre 2001. Il a été inculpé par le Tribunal pénal international pour le Rwanda. Niant d’abord, il a ensuite avoué sa culpabilité dans des meurtres et des massacres perpétrés durant le génocide. Cet aveu lui a permis d’échapper à des poursuites pour génocides, complicité de génocide et viol.
Paul Bisengimana a été condamné à 15 ans de prison le 13 avril 2006 par le Tribunal pénal international pour le Rwanda (TPIR) pour son rôle dans le massacre d'un millier de personnes lors du génocide de 1994.